# Conseil consultatif des Terres australes et antarctiques françaises
Le Conseil consultatif des Terres australes et antarctiques françaises est une assemblée chargée d'assister l'administrateur supérieur des Terres australes et antarctiques françaises (TAAF).
Il a été créé en 1955, par la loi qui a donné aux TAAF le statut de territoire d'outre-mer (TOM).
L'explorateur Paul-Émile Victor, la navigatrice Isabelle Autissier, l'écrivain Erik Orsenna, l'océanographe Patricia Ricard, ou encore les journalistes Marie-Odile Monchicourt, Lucia Simion et Denis Cheissoux en ont notamment été membres.

## Composition

### 1955-2008
La loi de 1955 fixe la composition de ce conseil de la manière suivante :
- 1 membre désigné par le ministre de la Défense nationale ;
- 1 membre désigné par le ministre de la France d'outre-mer parmi les membres de l'office de la recherche scientifique ;
- 1 membre désigné par le ministre de l'Éducation nationale parmi les membres du Centre national de la recherche scientifique ;
- 1 membre désigné par le ministre chargé de l'Aéronautique marchande ;
- 1 membre désigné par le ministre de la Marine marchande ;
- 2 membres désignés par le ministre de la France d'outre-mer parmi les personnalités ayant participé à des missions scientifiques dans les îles australes et antarctiques françaises.

Ces membres sont alors désignés pour 5 ans.

### 2008-2013
Une loi de 2007 modifie ces dispositions, afin que la composition, l'organisation, le fonctionnement et les attributions du conseil soient fixés par un décret d'application, lequel est pris en 2008. La nouvelle composition est la suivante :
- 8 membres désignés par le ministre chargé de l'Outre-mer ;
- 1 membre proposé par le ministre de la Défense ;
- 1 membre proposé par le ministre chargé de la Recherche ;
- 1 membre proposé par le ministre chargé de la Pêche ;
- 1 membre proposé par le ministre chargé de l'Environnement ;
- 1 membre proposé par le ministre chargé des Affaires étrangères.

Ces membres sont alors désignés pour 4 ans.

### Depuis 2013
En 2013, un décret remplace 2 des 8 membres désignés par le ministre chargé de l'Outre-mer, par un député et un sénateur désignés par leur assemblée respective, pour la durée de leur mandat parlementaire. La nouvelle composition est donc la suivante :
- 1 député désigné par l'Assemblée nationale ;
- 1 sénateur désigné par le Sénat ;
- 6 membres désignés par le ministre chargé de l'Outre-mer ;
- 1 membre proposé par le ministre de la Défense ;
- 1 membre proposé par le ministre chargé de la Recherche ;
- 1 membre proposé par le ministre chargé de la Pêche ;
- 1 membre proposé par le ministre chargé de l'Environnement ;
- 1 membre proposé par le ministre chargé des Affaires étrangères.

Cette disposition est confirmée en 2018 par une loi,.

## Réunions
Le conseil se réunit au moins deux fois par an, à Paris.